# Matràs

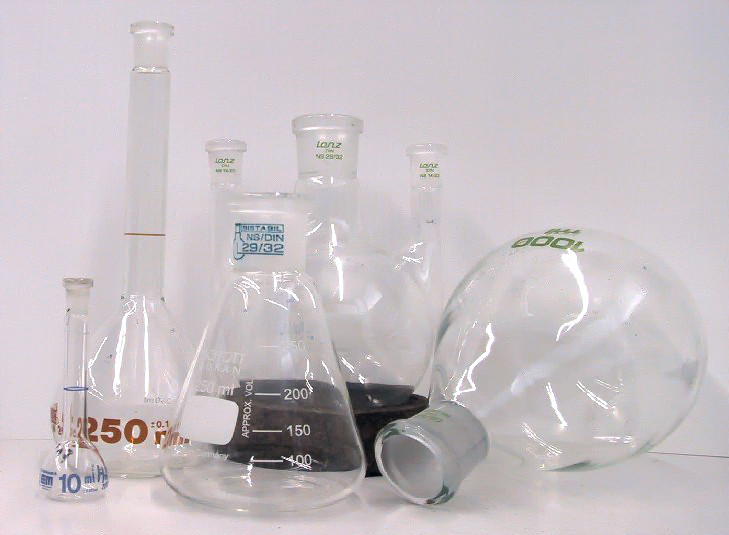
Matrassos

Un matràs és un recipient, generalment de vidre, emprat als laboratoris que es caracteritza per tenir un coll, habitualment llarg i estret, i que s'empra com a continent de líquids o dissolucions.
Als laboratoris hom pot trobar-ne de diferents tipus per a diferents usos:
- Matràs aforat: Matràs que té forma de pera, de fons pla, el coll del qual és llarg i estret i amb una marca que indica la capacitat volumètrica exacte. És emprat sobretot per a preparar solucions de concentració coneguda.
- Matràs de destil·lació: Matràs de fons esfèric emprat per efectuar una destil·lació per la qual cosa al mig del coll, que és llarg, té una sortida inclinada cap avall que permet connectar-la amb un refrigerant.
- Matràs de Claison: Matràs de destil·lació que té dues boques, una d'elles emprada per posar-hi un termòmetre).
- Matràs Erlenmeyer o erlenmeyer: Matràs de forma cònica truncada, ideat pel químic alemany Emil Erlenmeyer, que és molt estable i permet rascar les parets per desenganxar-ne els precipitats.
- Matràs de Kitasato o kitasato: Matràs de forma cònica truncada, de parets gruixudes, amb una tubuladura lateral en el coll, que permet connectar-lo a una trompa de buit. Fou dissenyat pel científic japonès Kitasato Shibasaburō. És emprat, principalment, per a recollir el filtrat en una filtració amb succió.
- Matràs de Kjeldahl: Matràs de forma de pera i coll llarg, dissenyat pel químic danès Johan Kjeldahl. És emprat per a efectuar digestions i mineralitzacions de substàncies, essent la més important la determinació del nitrogen total d'una mostra.[1]

## Tipus d'eina
Un matràs és una eina de fusta composta per un piló de forma cilíndrica reforçat amb cercles de ferro i amb un mànec a la part superior. Fa 1,15 m de llargària total, el piló de 14 cm de diàmetre.

## Forma d'ús
Es deixa caure per colpejar la terra dipositada sobre l'empedrat; d'aquesta manera s'introduiex dins les juntes i l'empedrat es consolida.

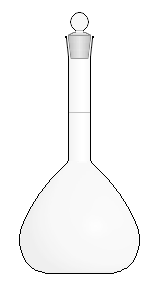
Matràs aforat
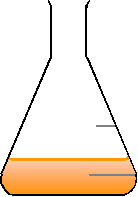
Matràs Erlenmeyer
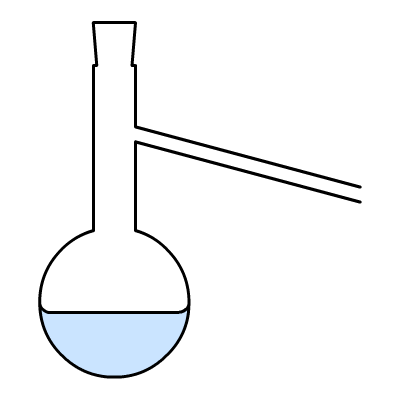
Matràs de destil·lació
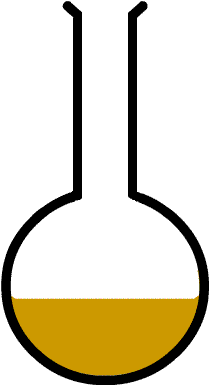
Matràs de fons rodó
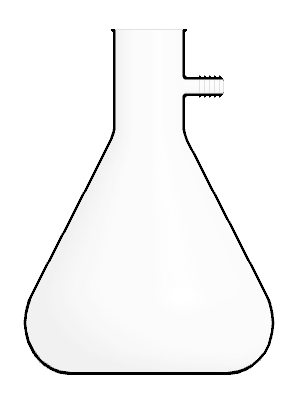
Matràs de Kitasato o, simplement, kitasato